# Christina Hänni
Christina Hänni, geborene Luft (* 21. Februar 1990 in Frunse (heute Bischkek), Kirgisische SSR, Sowjetunion) ist eine deutsche Tänzerin. Sie war von 2002 bis 2016 Turniertänzerin in Deutschland. Ab 2007 tanzte sie in der Hauptgruppe S-Latein, der höchsten Startklasse der Amateure in Deutschland. 2017 wurde sie durch ihre Teilnahme an der RTL-Tanzshow Let’s Dance einem breiteren Publikum bekannt.

## Leben
Sie zog im Alter von einem Jahr mit ihrer kirgisistandeutschen Familie – sie hat eine ältere Schwester – nach Deutschland. Hier absolvierte sie später ein Psychologiestudium an der Philipps-Universität Marburg, das sie 2017 mit dem Diplom abschloss. Danach arbeitete sie als Therapeutin in einer Suchtklinik.
Sie tanzt seit ihrem neunten Lebensjahr. Ab 2002 tanzte sie Turnier, bis Ende 2004 mit Lukas Staudt, von Anfang 2005 bis Herbst 2016 mit Evgeny Vinokurov, mit dem sie bis 2017 auch privat liiert und später verlobt war. Sie startete zunächst für den Tanzsportclub Dortmund, ab 2006 dann für den Tanzclub Blau-Gold Solingen. Nach einem Umzug nach Hessen wegen ihres Studiums wechselte sie 2014 zusammen mit ihrem Tanzpartner zum Schwarz-Rot-Club Wetzlar. Hier starteten sie in der Hauptgruppe S in den Sparten Standard- und Lateinamerikanische Tänze. Das Paar war Mitglied des Bundeskaders B in der Sparte Lateinamerikanische Tänze.
Seit 2020 war sie mit dem Schweizer Sänger Luca Hänni, ihrem Tanzpartner bei Let’s Dance vom selben Jahr, liiert, den sie im August 2023 heiratete. Im Juni 2024 wurden sie Eltern einer Tochter. Hännis leben im Berner Oberland am Thunersee.

## Let’s Dance
Sie nahm erstmals 2017 an der RTL-Tanzshow Let’s Dance teil. Ursprünglich sollte sie mit Pietro Lombardi tanzen, der jedoch seine Teilnahme auf Grund einer Verletzung vor Showbeginn absagen musste. Für ihn sprang Giovanni Zarrella ein. In der Generalprobe zur fünften Show brach sie sich den Fuß und fiel für den Rest der Staffel aus. Zarrella tanzte ab der fünften Show mit Marta Arndt und schied als Viertplatzierter im Halbfinale aus. 2019 erzielte sie mit Oliver Pocher als Tanzpartner den siebten, 2020 mit dem Sänger Luca Hänni den dritten Platz. Ebenfalls 2020 wurde sie bei der „Let’s Dance“-Profi-Challenge gemeinsam mit Christian Polanc von den Zuschauern auf Platz 1 gewählt, ein Jahr später mit Luca Hänni – dem bisher einzigen Nichtprofi in dieser Reihe – auf Platz 3.
| Staffel (Jahr)       | Tanzpartner       | Platzierung               |
| -------------------- | ----------------- | ------------------------- |
| 10 (2017)            | Giovanni Zarrella | – (Teilnahme bis Runde 4) |
| 12 (2019)            | Oliver Pocher     | 07.                       |
| 13 (2020)            | Luca Hänni        | 03.                       |
| Profi-Challenge 2020 | Christian Polanc  | 01.                       |
| 14 (2021)            | Jan Hofer         | 08.                       |
| Profi-Challenge 2021 | Luca Hänni        | 03.                       |
| 15 (2022)            | Mike Singer       | 07.                       |
| 16 (2023)            | Ali Güngörmüş     | 08.                       |
| 18 (2025)            | Osan Yaran        | 14.                       |

## Weitere TV-Auftritte
- 2022: Mein Mann kann (mit Luca Hänni)
- 2023: Verstehen Sie Spaß? (mit Luca Hänni)[18]
- 2025: Das 1% Quiz (mit Luca Hänni)
- 2025: Eltons 12
- 2025: Du gewinnst hier nicht die Million bei Stefan Raab
- 2025: Das große Backen – Osterspezial (mit Luca Hänni)

## Erfolge (Auswahl)
- 2002: 1. Platz Ranglistenturnier Junioren II D-Standard, Baltic Youth Open[19]
- 2006: 1. Platz Ranglistenturnier Jugend A-Latein und 1. Platz Ranglistenturnier Jugend A-Standard, 16. Baltic Youth Open[20]
- 2006: 1. Platz Deutsche Meisterschaft Jugend A-Standard[21]
- 2007: 2. Platz IDSF-Weltmeisterschaft Jugend Kombination[22]
- 2007: 2. Platz Landesmeisterschaft Nordrhein-Westfalen, Hgr. A-Latein[23] und 3. Platz Landesmeisterschaft Nordrhein-Westfalen, Hgr. S-Standard[24]
- 2008: 3. Platz Landesmeisterschaft Nordrhein-Westfalen, Jugend A-Latein[25]
- 2009: 2. Platz Hessische Meisterschaft, Hgr. S-Standard
- 2010 und 2011: 1. Platz Hessische Meisterschaft, Hgr. S-Latein
- 2011: 1. Platz Süddeutsche Meisterschaft, Hgr. S-Kombinationen[26]
- 2012: 3. Platz Ranglistenturnier Hgr. S-Latein[27]
- 2012: 3. Platz Grand-Prix of the City of Pétange[28]
- 2013–2016: 1. Platz Hessische Meisterschaft, Hgr. S-Latein
- 2014: 1. Platz Ranglistenturnier Hgr. S-Latein, Hessen tanzt[29]
- 2016: 3. Platz Ranglistenturnier Hgr. S-Latein, Hessen tanzt[30]